# Lymantria pagon
Lymantria pagon este o specie de molii din genul Lymantria, familia Lymantriidae, descrisă de Holloway 1999 Conform Catalogue of Life specia Lymantria pagon nu are subspecii cunoscute.